# Helchteren
Helchteren est une section de la commune belge de Houthalen-Helchteren située en Région flamande dans la province de Limbourg.
C'était une commune à part entière avant la fusion des communes de 1977.
Le village est situé à 15 kilomètres au nord de Hasselt.

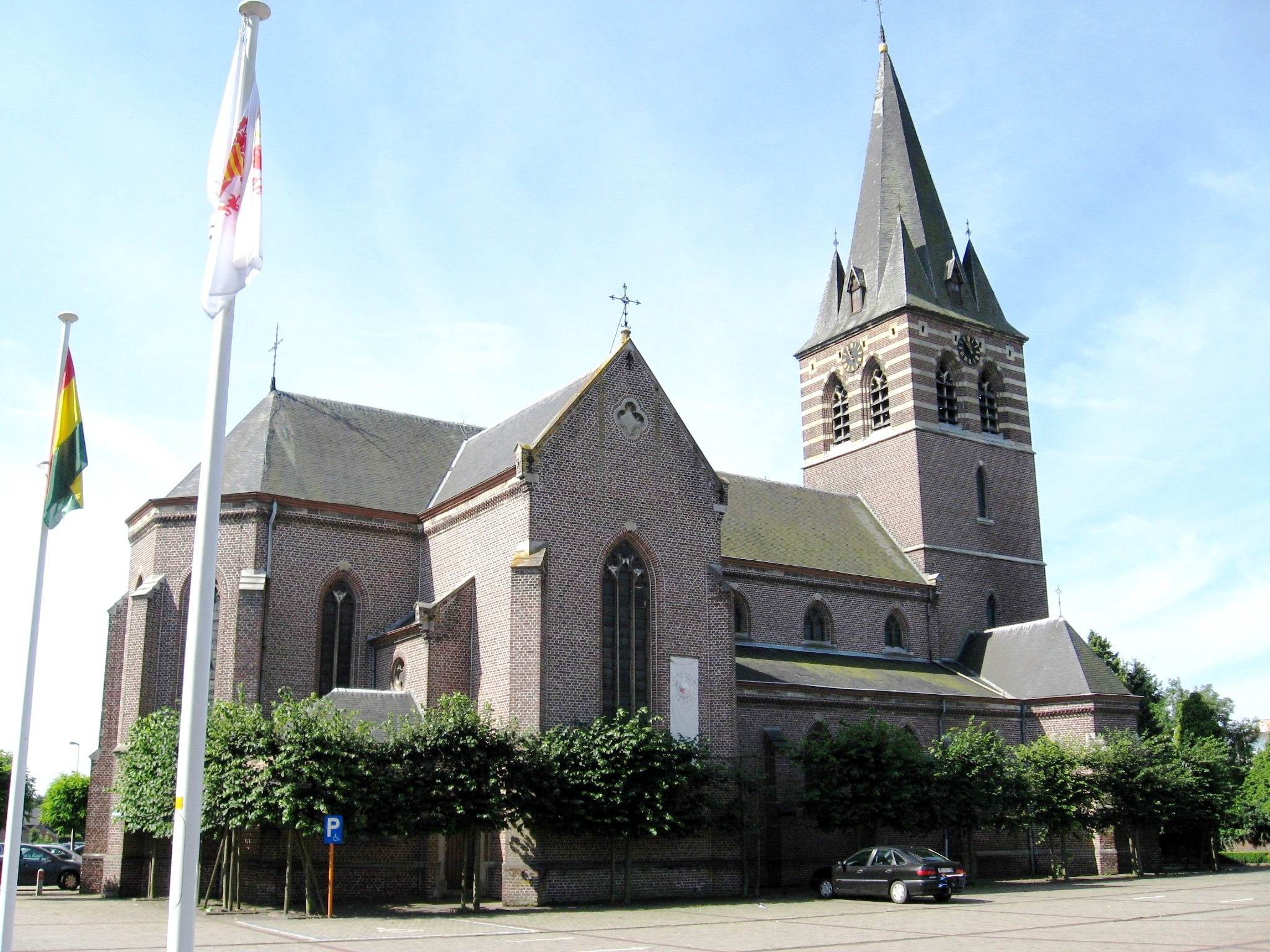
Église Saint-Trudon

## Évolution démographique depuis 1806
Source: INS